# Barbara Birungi
Pour les articles homonymes, voir Birungi.
Barbara (Birungi) Mutabazi, née le 7 août 1986, est une technologue ougandaise. Elle est cofondatrice et directrice fondatrice de HiveColab à Kampala, en Ouganda. Elle est la fondatrice de Women in Technology Uganda, une initiative visant à aider les femmes et les filles à poursuivre une carrière technologique.

## Réalisations
Birungi est cofondatrice et directrice fondatrice de HiveColab à Kampala, en Ouganda,. Elle est la fondatrice de Women in Technology Uganda, une initiative visant à aider les femmes et les filles à poursuivre une carrière technologique. Avant Hive Colab, Mutabazi était membre du personnel de la société technologique africaine Appfrica.
Elle reçoit le prix Anita Borg Change Agent en 2014, un prix récompensant des femmes internationales exceptionnelles (résidentes non américaines ; en mettant l'accent sur les pays en développement) qui créent des opportunités pour les filles et les femmes dans le domaine de la technologie. Elle prend la parole lors de plusieurs événements internationaux, notamment à l'UNESCO, aux Nations unies, à Motorola, au Programme des Nations unies pour le développement et à l'UIT sur l'importance de combler l'écart technologique entre les sexes en Afrique subsaharienne sur une période de 5 ans. Le 26 février 2013, elle est l'une des nombreuses oratrices invitées par l'UNESCO pour décrire comment la science électronique est utilisée dans leur pays pour renforcer l'interface entre la science, la politique et la société.

## Women In Technology
En 2015, Women In Technology Uganda reçoit le grand prix Project Inspire, décerné à des organisations exceptionnelles soutenant l'autonomisation et l'empouvoirement économique des femmes.